# Convento franciscano de Xalapa
El convento franciscano de la Natividad de Nuestra Señora estaba localizado donde hoy se encuentra el parque Benito Juárez, Xalapa Veracruz. 

## Construcción
Fue construido en 1536 y llegó a ser el segundo convento franciscano más grande de la Nueva España.

## SigloXIX
En el convento se realizó en 1824 el primer congreso constituyente, que dio origen al Estado de Veracruz, y aquí fue nombrado el primer Gobernador del Estado, siendo elegido Don Miguel Barragán. Poco más tarde, durante la intervención norteamericana de 1847, el convento fue utilizado por las tropas invasoras.
Su abandono y deterioro se debió como consecuencia de las leyes de desamortización de bienes eclesiásticos que obligaron a ceder todas las propiedades de la Iglesia al Estado. Por el mal estado en que se encontraba terminó derruido y convertido en un espacio público que para estos tiempos era muy importante para cualquier ciudad.
El general Juan de la Luz Enríquez, en esa época gobernador del Estado, decidió destinar este espacio para construir un parque y en 1892, se inauguró la primera etapa en el lado poniente y se le dio el nombre de parque Benito Juárez.